# Саясан
Саясан (рос. Саясан) — село у Ножай-Юртовському районі Чечні Російської Федерації.
Населення становить 1394 особи (2019). Входить до складу муніципального утворення Саясанське сільське поселення.

## Історія
Згідно із законом від 20 лютого 2009 року органом місцевого самоврядування є Саясанське сільське поселення.

## Населення
| 1939  | 1959  | 1990  | 2002  | 2010  | 2012  | 2013  |
| ----- | ----- | ----- | ----- | ----- | ----- | ----- |
| 788   | ↗1080 | ↘636  | ↗959  | ↗1145 | ↗1175 | ↗1195 |
| 2014  | 2015  | 2016  | 2017  | 2018  | 2019  |       |
| ↗1232 | ↗1276 | ↗1306 | ↗1346 | ↗1371 | ↗1394 |       |